# Olga Homeghi
Olga Homeghi, född den 1 maj 1958 i Fieni i Rumänien, är en rumänsk roddare.
Hon tog OS-silver i fyra utan styrman i samband med de olympiska roddtävlingarna 1988 i Seoul.